# باكاري غاساما
باكاري بابا غاساما (بالإنجليزية: Bakary Gassama)‏ (مواليد 10 فبراير 1979) هو حكم كرة قدم غامبي؛ أصبحَ حكمًا دوليًا باعترافِ الاتحاد الدولي لكرة القدم (فيفا) في عام 2007. أدارَ باكاري بعض المباريات في الألعاب الأولمبية لعام 2012، حيثُ كان حكمًا للمبارة النّهائيّة التي جمعت بين مُنتخبي المكسيك وَالبرازيل. كما أدارَ بعض المباريات في كأس الأمم الأفريقية 2012؛ فضلًا عن مباريات أخرى في كأس الأمم الأفريقية 2013؛ وكذَا تصفيات كأس العالم نُسخة 2014.
في آذار/مارس 2013؛ عيّنَ الفيفا غاساما كأحد خمسين حكمًا محتملًا لإدارة كأس العالم 2014 وبحلول 15 كانون الثاني/يناير 2014؛ أعلن الفيفا أنه سيكون أحد الحكام الـ 25 في البطولة إلى جانبِ مُساعديهِ إيفاريست مينكواندي فيليسيان كاباندا. أدار باكاري مباراةً في المجموعة الثانية والتي جمعت بينَ هولندا وتشيلي في 23 حزيران/يونيو 2014 كما حكّمَ المباراة النهائية في كأس إفريقيا في 8 شباط/فبراير 2015 بين غانا وكوت ديفوار.
بحلول 27 نيسان/أبريل 2017؛ اختيرَ غاساما من قِبل الاتحاد الأفريقي لكرة القدم (الكاف) لإدارة بعضِ المباريات في كأس القارات 2017 في روسيا رفقة مُساعديهِ جان كلود بيروموشاو (من بوروندي) وماروا رينج (من كينيا) وحكم الفيديو مالانج ديديو (من السنغال). بالرغمِ من ذاك؛ أدارَ باكاري غاساما مباراةً واحدة ضمنَ المجموعة الأولى والتي جمعت بينَ المكسيك ونيوزيلندا في 21 يونيو/حزيران 2017.

## وصلات خارجية
- باكاري غاساما على موقع Soccerway.com (الإنجليزية)
- باكاري غاساما على موقع أوليمبيديا (الإنجليزية)